# Coffee Shop
Coffee Shop е сингъл на американската фънк рок група Ред Хот Чили Пепърс. Това е петата песен от албума One Hot Minute и четвъртият издаден сингъл от него.
Както и в другите песни от албума текста е странен, но основно песента се отнася за магазините за кафе в Амстердам където марихуаната се продава легално. В албума сингълът се намира между две много по-спокойни парчета – „My Friends“ и „Pea“.